# Paula do Vôlei
 Paula Neves Magalhães de Barros ou "Paula do Vôlei". (Rio de Janeiro, 20 de março de 1982) é voleibolista indoor brasileira que atuando como  Central nas categorias de base da Seleção Brasileira foi medalhista de ouro no  Campeonato Sul-Americano  em 1998 na Bolívia  e  foi medalha de prata no Campeonato Mundial de 1999 em Portugal e também representou a seleção conquistando o ouro no Campeonato Sul-Americano em 2000 na Colômbia e novamente a prata no Mundial da Croácia em 2001.Em clubes conquistou o bronze em 2004 no Salonpas Cup.

## Carreira
Paula foi revelada nas categorias de base do Tijuca Tênis Clube onde permaneceu de 1997 a 1999.Nesse período foi convocada pela primeira vez para Seleção Brasileira para representá-la na categoria infanto-juvenil e por esta disputou o Campeonato Sul-Americano da categoria realizado em 1998, cuja sede foi Sucre-Bolívia, ocasião que foi medalhista de ouro.
Em 1999 recebeu nova  convocação para seleção e na mesma categoria, quando disputou a edição do Campeonato Mundial Infanto-Juvenil em Funchal-Portugal e foi medalhista de prata nesta competição e neste mesmo ano transferiu-se para o clube Recreativa/Ribeirão Preto para as competições de 1999-00, neste ano voltou a seleção brasileira, mas desta vez atuou na categoria juvenil e conquistou o ouro no Campeonato Sul-Americano Juvenil de Medellín-Colômbia.
No ano de 2000 transferiu-se para o São Caetano conquistou o título da Copa Brasil em 2000 e disputou a Superliga Brasileira A 2000-01 encerrando na sexta posição.
Em 2001 disputou pela seleção brasileira o Campeonato Mundial Juvenil  em Santo Domingo-República Dominicana e conquistou seu primeiro título em mundiais. Renovou com o mesmo clube que utilizou a alcunha Açúcar União/São Caetano para temporada 2001-02 e foi sexto lugar na Superliga Brasileira A 2001-02.
Ainda pelo Açúcar União/São Caetano conquistou o vice-campeonato paulista em 2002 e foi sexto lugar novamente na Superliga Brasileira A 2002-03.Em 2003 foi vice-campeonato paulista e disputando a Superliga Brasileira A 2003-04 encerrando na quinta colocação, no mesmo ano em que foi convocada para Seleção Principal.
Em 2004 foi contratada pelo MRV/Minas, sendo que tal clube representou a equipe de São Bernardo do Campo nas competições do Estado de São Paulo, utilizando a alcunha MRV/ São Bernardo, esteve na equipe que por este conquistou o ouro nos Jogos Abertos do Interior de São Paulo de 2004, o bronze no Campeonato Paulista.Pelo MRV/Minas conquistou o bronze também no extinto Torneio Internacional Salonpas Cup, ambas disputadas no mesmo ano, e na Superliga Brasileira A 2004-05 encerrou na quarta posição.
Voltou a defender o São Caetano  que utilizou o nome de São Caetano/Mon Bijou, conquistando o ouro nos Jogos Abertos de Botucatu 2005 e bronze no campeonato paulista de 2005, ainda por este clube avançou as semifinais da Superliga Brasileira A 2005-06 e encerrou no quarto lugar, no mesmo ano teve oportunidade de voltar a defender a Seleção Principal.
Na temporada 2006-07, Paulo continuou defendendo o São Caetano/Mon Bijou e foi bronze na Copa São Paulo de 2006  e esteve na equipe que disputou a edição dos  Jabs sediado em Nova Friburgo e avançou as semifinais da competição, sofreu lesão quando equipe disputava os Jogos Abertos do Interior, realizados em São Bernardo do Campo e na Superliga Brasileira A 2006-07 termina na quinta posição.
Transferiu-se para o Medley/Banespa representando-o na jornada esportiva 2007-08, quando disputou a correspondente Superliga Brasileira A e encerrando na sétima colocação.Permaneceu no Medley/Banespa para as competições de 2008-09 e contribuiu para equipe avançar as semifinais da Copa São Paulo de 2008 e também para disputar as semifinais do Campeonato Paulista do mesmo ano e disputou por este clube a Superliga Brasileira A 2008-09, avançou até as  quartas de final encerrando na sétima posição.
Jogou pelo Sport/Banco BMG na temporada 2009-10 e pelo mesmo competiu na  correspondente Superliga Brasileira A ao final da competição ocupou o nono lugar.Na temporada seguinte passou a atuar pelo Banana Boat/Praia Clube e disputou a Superliga Brasileira A 2010-11 avançando as quartas de final e encerrando em sétimo lugar.
Competiu pelo FMD Rio do Sul/Manoel Marquetti/Unimed reforçando-o na disputa os Jogos Abertos Brasileiros (Jabs) de 2011, e conquistou o título do Campeonato Catarinense de 2011 e na Superliga Brasileira A 2011-12 encerrou na décima posição nesta edição.
Renovou com clube catarinense que utilizou a alcunha Rio do Sul/Unimed/Delsoft na temporada 2012-13 e Paula contribuiu para  equipe avançar a grande final do Campeonato Catarinense de 2012 e conquistou o título catarinense de 2012 e representou o clube nos Jogos Abertos de Santa Catarina (Jasc)  de 2012 conquistou o ouro e também ajudou sua equipe a classificar as quartas de final  da Superliga Brasileira A 2012-13 e encerrou na oitava colocação.
No período esportivo seguinte permaneceu no clube catarinense que utilizou a alcunha Rio do Sul/Equibrasil conquistando o tricampeonato catarinense em 2013 e foi bicampeã dos Jasc em 2013  e  encerrou na décima terceira posição da Superliga Brasileira A 2013-14.Segundo nota oficial a Unilevera contratou Paula para as competições da jornada esportiva 2014-15.

## Títulos e Resultados
- South American Club Championship 2015/16
- South American Club Championship 2014/2015
- Superliga 2014/15
- Campeonato Nacional de Vôlei Feminino 2014/2015
- 2013-14– 13º lugar da Superliga Brasileira A [34]
- 2013-Campeã do Campeonato Catarinense [33]
- 2013- Campeã dos Jasc [31]
- 2012-13– 8º lugar da Superliga Brasileira A[32]
- 2012-Campeã do Campeonato Catarinense[29]
- 2012- Campeã dos Jasc [31]
- 2011-12- 10º Lugar da Superliga Brasileira A[27]
- 2011-Campeã do Campeonato Catarinense[25]
- 2010-11- 7º Lugar da Superliga Brasileira A[23]
- 2009-10- 9º Lugar da Superliga Brasileira A[21]
- 2008-09– 7º lugar da Superliga Brasileira A[19]
- 2007-08– 7º lugar da Superliga Brasileira A[3]
- 2006-07- 5º lugar da Superliga Brasileira A[3]
- 2006- Campeã dos Jabs [carece de fontes?]
- 2006- 3º lugar do Copa São Paulo[11]
- 2005-06- 4º lugar da Superliga Brasileira A[3]
- 2005- 3º lugar do Campeonato Paulista
- 2005- Campeã do Jogos Abertos de Botucatu[9]
- 2004-05-4º Lugar da  Superliga Brasileira A[1]
- 2004-3º lugar do Campeonato Paulista[1]
- 2004- Campeã  dos  Jogos Abertos do Interior de São Paulo [1]
- 2003-04-5º Lugar da  Superliga Brasileira A [3]
- 2003-Vice-campeã do Campeonato Paulista[1]
- 2002-03-6º Lugar da  Superliga Brasileira A [3]
- 2002-Vice-campeã do Campeonato Paulista[1]
- 2001-02-6º Lugar da  Superliga Brasileira A[3]
- 2000-01-6º Lugar da  Superliga Brasileira A[3]
- 2000-Campeã da Copa Brasil[1]

## Ligações Externas
- Instagram